# Kriegerdenkmal (Perlach)

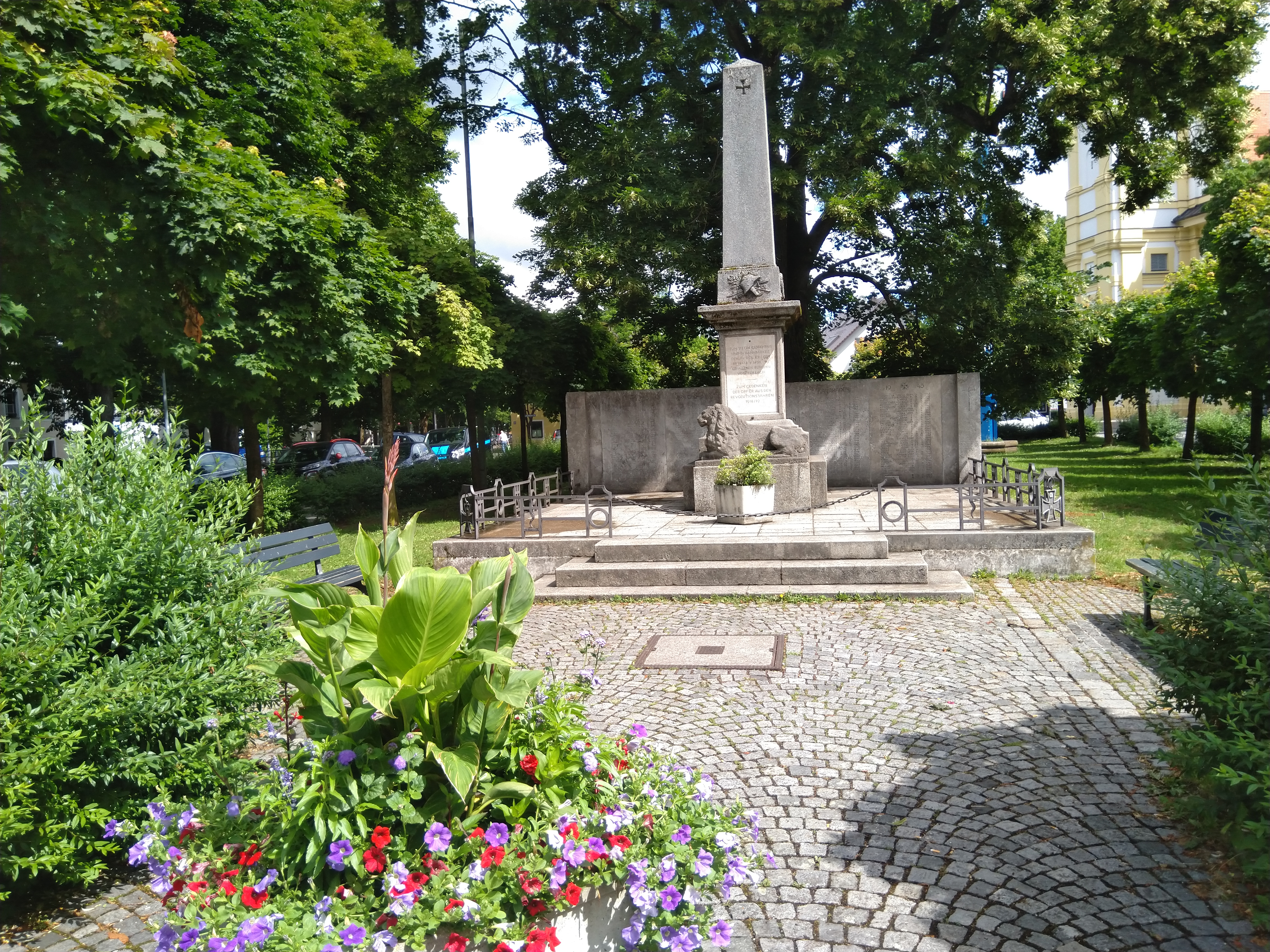

Das Kriegerdenkmal in Perlach am Pfanzeltplatz ist ein denkmalgeschütztes Bauwerk in Gedenken an die gefallenen Perlacher Bürger im Deutsch-Französischen Krieg, Ersten und Zweiten Weltkrieg, sowie in den Jahren der Novemberrevolution (darunter die 12 am 5. Mai 1919 im Hofbräukeller erschossenen Perlacher Bürger). Es ist als nachqualifiziertes Denkmal im Bayerischen Landesamt für Denkmalpflege eingetragen und wurde nach dessen Angaben 1872, 1921 und Mitte des 20. Jahrhunderts erweitert.
In der Mitte des Denkmals befindet sich ein Obelisk mit Gedenktafeln an jeder der vier Seiten für gefallene Perlacher Bürger 1870/71 (Deutsch-Französischer Krieg), in „den Revolutionsjahren 1918/19“ (Novemberrevolution) und im Ersten Weltkrieg. An der hinteren Wand befinden sich „Zum Gedenken an unsere gefallenen Kameraden und Opfer des Luftkriegs und des nationalsozialistischen Terrors“ (Überschrift) die Namen und Sterbe- oder Vermisstendaten jener Perlacher Bürger. An den vorderen Ecken des niedrigen Metallzauns befinden sich zwei Eiserne Kreuze mit der Aufschrift „[Krone] – FW [Friedrich Wilhelm III.] – [Eichenzweig] – 1813“ und „[Krone] – W [Wilhelm II.] – 1914“.